# Scalopus aquaticus
Chuột chũi thông thường hay Chuột chũi miền đông (Scalopus aquaticus) là một loài chuột chũi kích thước trung bình, cơ thể màu xám và là thành viên duy nhất của chi Scalopus. 

## Hình ảnh

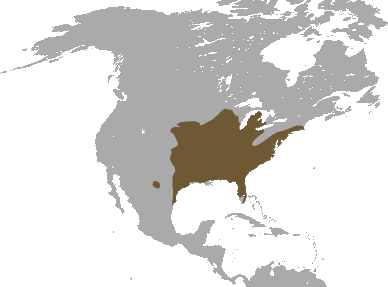
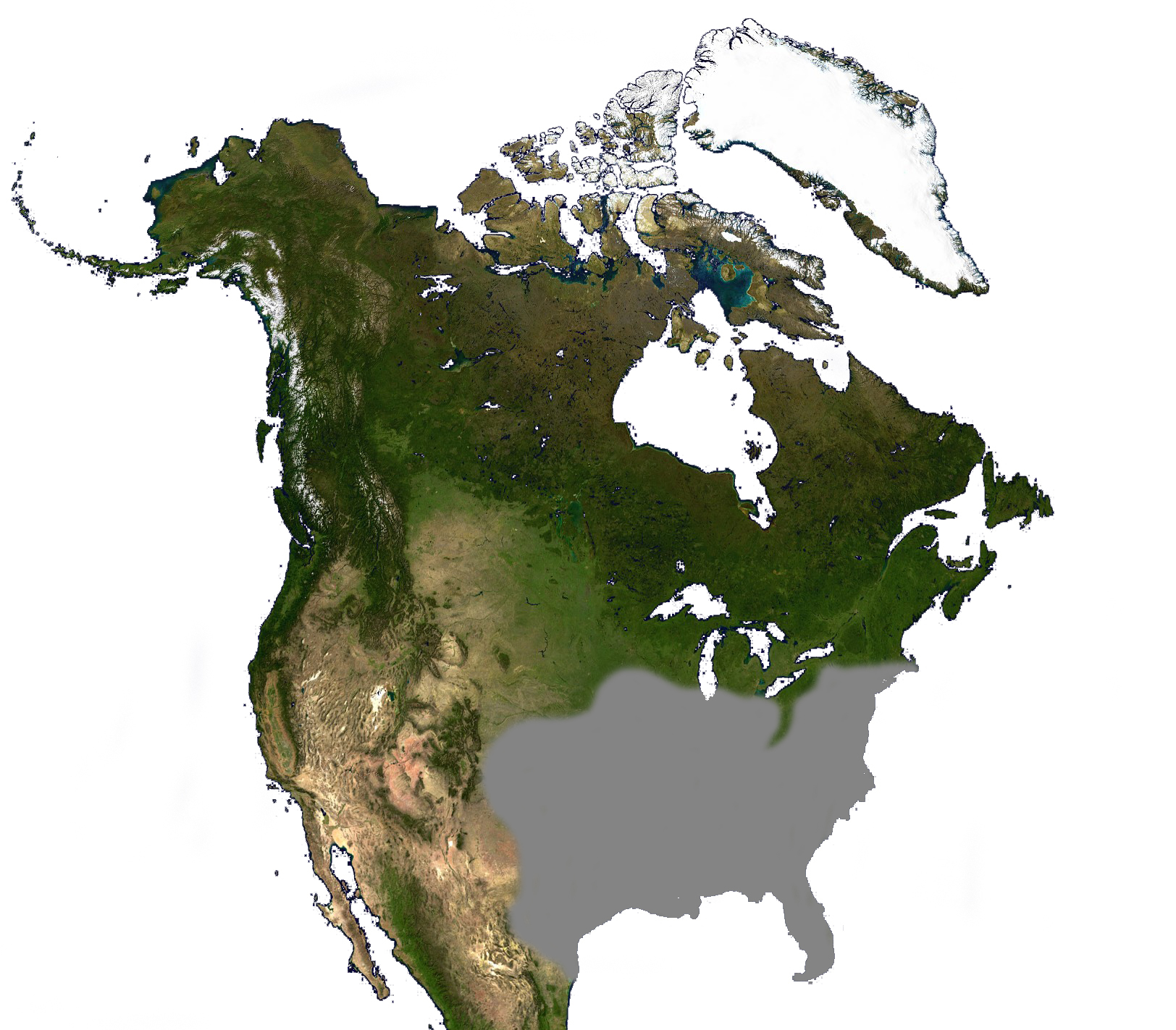
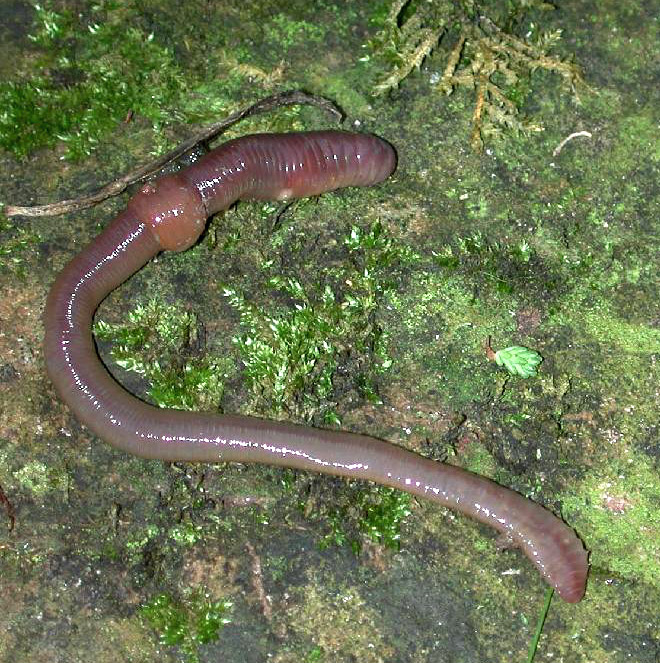
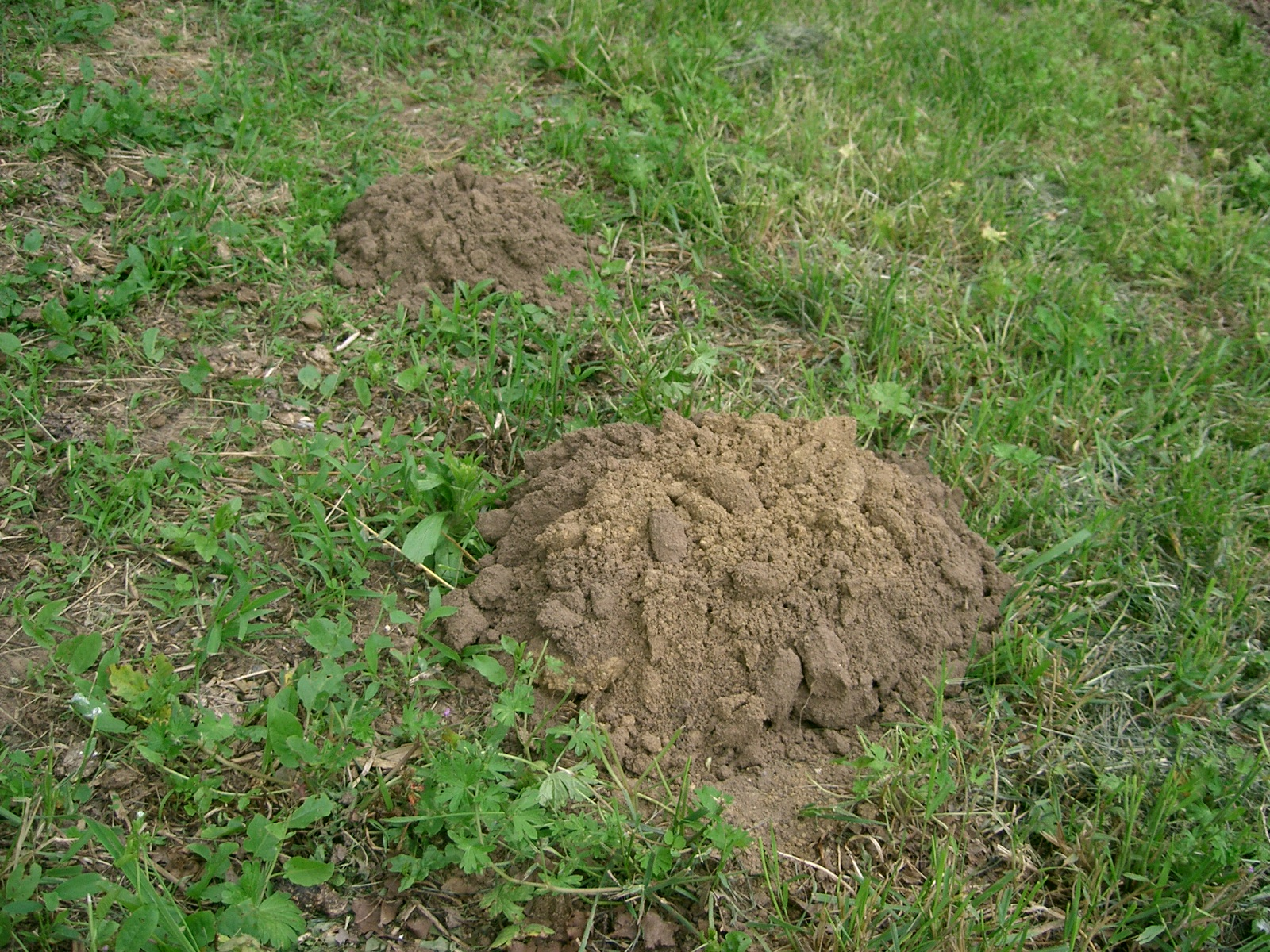